# الحج (فلم)
الحج، هو فيلم إيرلندي من العصور الوسطى. عرض الفيلم لأول مرة في 23 أبريل 2017 في مهرجان تريبيكا السينمائي في قسم «وجهات النظر». كان من المقرر العرض عام في 11 أغسطس 2017.

## موجز القصة
مجموعة من الرهبان في إيرلندا في العصور الوسطى يحرسون بقايا دينية ثمينة في ديرهم الريفي. فرير جيرالدوس، راهب سسترسي فرنسي، يصل بميثاق من البابا إنوسنت الثالث، ويقود الرهبان للقيام بحج لنقل أقدس ديرهم إلى روما في ظل جيرالدوس. يوافق الرهبان على مضض بينما تقول الأسطورة أن القوة المقدسة للأثرية ستدمر أي شيء لا يكفي لامتلاكه. ظهرت حفنة من الرهبان، بما في ذلك الأخ متعدد اللغات الأخ سياران والمبتدئ شقيق ديارمويد، يرافقه عامل أخرس. وبينما تعلق المجموعة في عاصفة ممطرة، يصطدم الذخائر الذهبية بالبرق ولكنها لا تظهر أي ضرر، مما يعزز من مفهوم قوتها الغامضة.
ايرلندا، في الوقت الذي تترنح تحت غزوات نورمان المتتالية، هي مكان خطير. في خوف من المحاربين السلتيين، يقود جيرالدوس العديد من الرهبان إلى معسكر فرنسي بقيادة بارون دي ميرفيل، الذي يعتقد أن مساعدة الحجاج ستمكن من غفرانه للفظائع التي ارتكبت كصليبي في خدمة الكنيسة. يشعر الرهبان بالاشمئزاز من الطبيعة العنيفة للجنود، خاصة ابن ريمون دي ميرفيل، على الرغم من ادعاء جيرالدوس بأن حمايتهم هي شر ضروري. ويظهر أن الأقدار لا يحتوي على بقايا الرسول القديس ماتياس بل بالأحرى الحجر المستخدم في شهادته وأن البابا يعتقد أن قوته الهائلة ستفيد حملة صليبية قادمة.
إن قافلة كبيرة من الرجال المسلحين، بقيادة رايموند، تحدد مرافقة الرهبان إلى القارب الذي ينتظرهم في وترفورد. يقول ريموند، وهو يتحدث بالفرنسية، العامل البكم أن بعض رجاله يدركون أن البكم هو صليبي سابق ولكن ليس من أين، فقط الأخ سياران يتكلم الفرنسية، وبقي باقي الرهبان في الظلام. في الطريق، يجد القافلة أن الجسر اللازم قد تم حرقه وأن حراسه ذبحوا، ورايموند يأخذ معظم الجنود معه لمطاردة، تاركا للرهبان حارساً مميزاً. الرهبان يستمرون لكنهم سرعان ما نصبوا كمينا من قبل مجموعة من المحاربين السلتيين، الذين ذبحوا الجنود والعديد من الرهبان بسرعة. الغطس البكم لحماية الشاب ديارمويد الشاب ولكن مذهول صخرة من قاذفة. وبينما ينحدر الكيلت من العربة التي تحمل طبق الذخائر، يستعيد البكم رباطة جأشه، ويمسك سيفًا من جندي ساقط، ويقتل العديد من الكيلتيين بسرعة ويتبعهم شيوخهم؛ بقية تبعثر في الخوف. يدهش الرهبان الباقيان، ديارمويد، وكاتال الخجول، حتى يدعي جيرالدوس أعماله الصامتة على أنها غضب مقدس على الكلت لقيامه بتدنيس الوصية. اختاروا اتباع بعد الذخائر المسروقة، لأنه من الخطر الشديد أن تنتظر قوات ريمون الإنقاذ.
يتتبع البكم العربة المسروقة، ليجد ذخائر الذخائر؛ ثم يكتشف الكشفية السلتية، ويقتل بهدوء. لقد وجدوا معسكر سلتيك، وهناك الكثير من الرجال للقتال. ومما يزعجهم، أن زعيمهم الأخ سياران مرتبطٌ رهينة بشجرة. يصر ديارمويد على أنهم ينقذون سياران، لكن جيرالدوس يصر على أن واجبهم المقدس هو في ذهنهم، وليس لرفيقهم. علاوة على ذلك، سيقوله سياران بالتأكيد أيضًا. المتطوعين ديارمويد إلى بعد حلول الظلام التسلل إلى المخيم وسرقة بقايا، والتخلي عن الذخائر الذهبية المزخرفة للسيلت. بينما يستعد البكم وديارمويد للتسلل إلى المعسكر، يظهر الدراجون؛ هو ريمون ومساعديه. هم هناك للذعر، حيث استأجروا الكلت لقتل الحجاج بحيث يمكن لملك فرنسا أن يطالب بالذعر بدلاً من البابا. خلال مناقشتهم يتسلل ديارمويد إلى جانب سياران ويحاول قطع روابطه. يصر الأخ سياران على أن الصبي يسمح له بالرحيل. سياران، الذي كان يقود العربة التي تحمل الأقدار أثناء الكمين، أخبر ديارمويد أنه ألقى بقايا من العربة قبل أن يتم أخذ العربة وأن ديارمويد يجب أن يجد البقايا ويتركه لمصيره.
دمرت، ديارمويد يترك معلمه وراء. الرهبان يراقبون الرعب عندما يكتشف ريموند أن وعاء الذخائر فارغ، وبالتالي حيلة الأخ سياران. يقدم رايموند للأخ باران سياران موتًا سريعًا إذا ما أخبرنا أين ذهب الأثر. يبتسم سياران ويبتسم، ويطلق اسم يسوع باسم رايموند بوحشية ويقتله بشعر منحني ومتعدد الجوانب.
هرب الرهبان ووجدوا الأثار بالقرب من المكان الذي ألقاه الأخ سياران به. يصر جيرالدوس على أنهم يواصلون حجهم على الرغم من وضعهم البائس. مع اقتراب الفجر وقرون الصوت في المسافة، ترى المجموعة ضبابًا يغطي نهرًا في المسافة. يفسر جيرالدوس هذا كعلامة إلهية، وهم يتسلقون إلى النهر قبل أن يتمكن رايموند ورجاله من العثور عليهم. هم يشطرون النهر، يخسرون مطارداتهم في الضباب حتى يردد جيرالدوس إهانات في ريمون بالفرنسية. رد رايموند باللغة الإنجليزية، وقال للجماعة إن جيرالدوس متعصب للغاية لدرجة أنه أرسل والده ليحترق على حساب البدعة. ضاع في الضباب، يسحب ديارمويد الأثر من كيسه ويصلّي إليه. ينضم إليه الآخرون، ويسمعون أصواتهم في المسافة ويرأسون ذلك الاتجاه.
الرنين هو جرس العبارة النهرية. يقترح جيرالدوس بفارغ الصبر أن يقتل البكم الفارين ليتمكنوا من الهروب، لكن أخت براش كاثال اللآلئ سقطت من صندوق الذخائر الذي جمعه في وقت سابق. يأخذهم القارب إلى الساحل تقريبًا، لكن عندما يكون المد خارجًا فإن المصب ضحل جدًا. وخلفهما، يتقاطع رايموند ورجاله في المقاصة على الشاطئ. يقوم رجال العبّارات، الذين يدركون خطرهم، برمي شحنتهم من القارب، وكل ذلك يدفع القارب عبر المياه الضحلة. جيرالدوس، يتحدث الفرنسية، تقنع بشكل خمول كتم لتحويل حوله وشراء الحجاج وقت للهروب، كما يغفر الله خطايا الصليبي السابق للعمل، مهما كانت كبيرة. يتم سحق ديارمويد ويحاول إيقاف البكم، ولكن جيرالدوس يعيده إلى الوراء عندما يبدأ القارب في الطفو، مما يعني أن الحرية في متناول اليد.
يأخذ البكم على ريمون ورجاله وحدهم، مما أسفر عن مقتل عدة. ينطلق رامي الرامي عند القارب الهارب، وهو مفقود مع كل السهام المتبقية. يشارك رايموند كتم غير محصن، على ما يبدو يهزمه. رايموند يطعن البكم بشق تعذيبه، يسأل من أين أتى. يستجيب البكم بكلمته الوحيدة في الفيلم: «الجحيم». يمسك البكم ريمون ويعضه في الحلق، ويقطع شريانه، تاركاً له الارتعاش على الأرض. يقف البكم، يمسك سيفه، ويتقدم على الجنود الثلاثة الباقين. على متن القارب، يكشف كاثال أنه تعرض للضرب مع السهم الأخير في الصدر والانهيارات. يسمع جيرالدوس عن رباط السيوف على الشاطيء أن دير المقدس قد يلهم ألف رجل مثل البكم للعنف المقدس. يشعر ديارمويد بالاشمئزاز والخجل من الكنيسة، لإلقاء أثر على ظهر السفينة. يكافح جيرالدوس معه ويذهب بعيدا مع الآثار، وتغرق في القاع. الرجال على اليابسة ماتوا، جيرالدوس يفترض أيضا؛ الراهب الآخر الوحيد، كاثال، يكمن في القارب. طيار العبارة يسأل ديارمود، «إلى أين الآن؟» الراهب الشاب ليس لديه جواب.

## الممثلين
- توم هولاند / في دور شقيق ديارمويد - وراهب مبتدئ
- ريتشارد ارميتاج / في دور ريموند دي ميرفيل
- جون بيرنتال / في دور البكم
- جون لينش / كأخ كياران
- ستانلي ويبر / في دور فرير جيرالدوس
- إريك جودون / في دور بارون دي ميرفيل
- هيو أوكونور / أخ كاثال
- تريستان ماكونيل / في دور دوكلاد
- إوين جيوغيغان / في دور كروبرديج
- [[[:en:Rúaidhrí Conroy|Rúaidhrí Conroy]] رويدري كونروي] / اخ روا

## التصوير
بدأ التصوير في أبريل 2015. شملت مواقع التصوير الساحل الغربي لأيرلندا وآردن في بلجيكا.

## وصلات خارجية
- ريتشارد ارميتاج ينضم للحج
- مقالات تستعمل روابط فنية بلا صلة مع ويكي بيانات